# Шаролт
Шаролт (мађ. Sarolt; * 950. –† после 997.) била је жена Гезе, мађарска краљица и мајка првог мађарског хришћанског краља, Вајка
Шаролта је била ћерка Ђуле из Ердеља, и била је одрасла са православним образовањем и вером. Удала се за мађарског принца Гезу, Такшоњевог сина, који је наследио свог оца на трону нешто пре 972. године. 
Шаролт је имала велики утицај на свог мужа, а преко њега и на државну управу. Католички мисионари су је посматрали сумњичаво, вероватно због њеног православног образовања.. Хронике су је оптуживале да је пуно пила и да је доста људи због ње и убијено или их је она сама убила. 
После смрти Гезе, 997., један од удаљених рођака Копањ (Koppány) је истакао своје право на мађарски престо и хтео да се ожени са Шаролт, поштујући мађарску древну традицију. Копањ је био убрзо поражен и Шарлотин син Вајк је засео на мађарски трон и постао први крунисани владар Мађара.
Шаролтино (šar-oldu) име на турском значи бела ласица. Она је такође била звана Бела кнегиња од стране својих словенских поданика. 

## Удаја и деца
- пре 972: Геза, Велики везир Мађара (c. 945 — 997)
- Јудит (? - после 988), жена будућег пољског краља Болеслава I
- Маргит (? - после 988), жена будућег цара Бугарске Гаврила Радомира
- Вајк, Стефан (967/969/975 - 15. август 1038)
- Ћерка (? - после 1026), жена венецијанског дужда Ота Орсела
- Гизела (? - ?), жена будућег краља мађарске Шамуела Абе